# Baptysta Spagnoli
Baptysta Spagnoli (ur. 17 kwietnia 1447 w Mantui, zm. 20 marca 1516 tamże) – błogosławiony Kościoła katolickiego, włoski karmelita.

## Życiorys

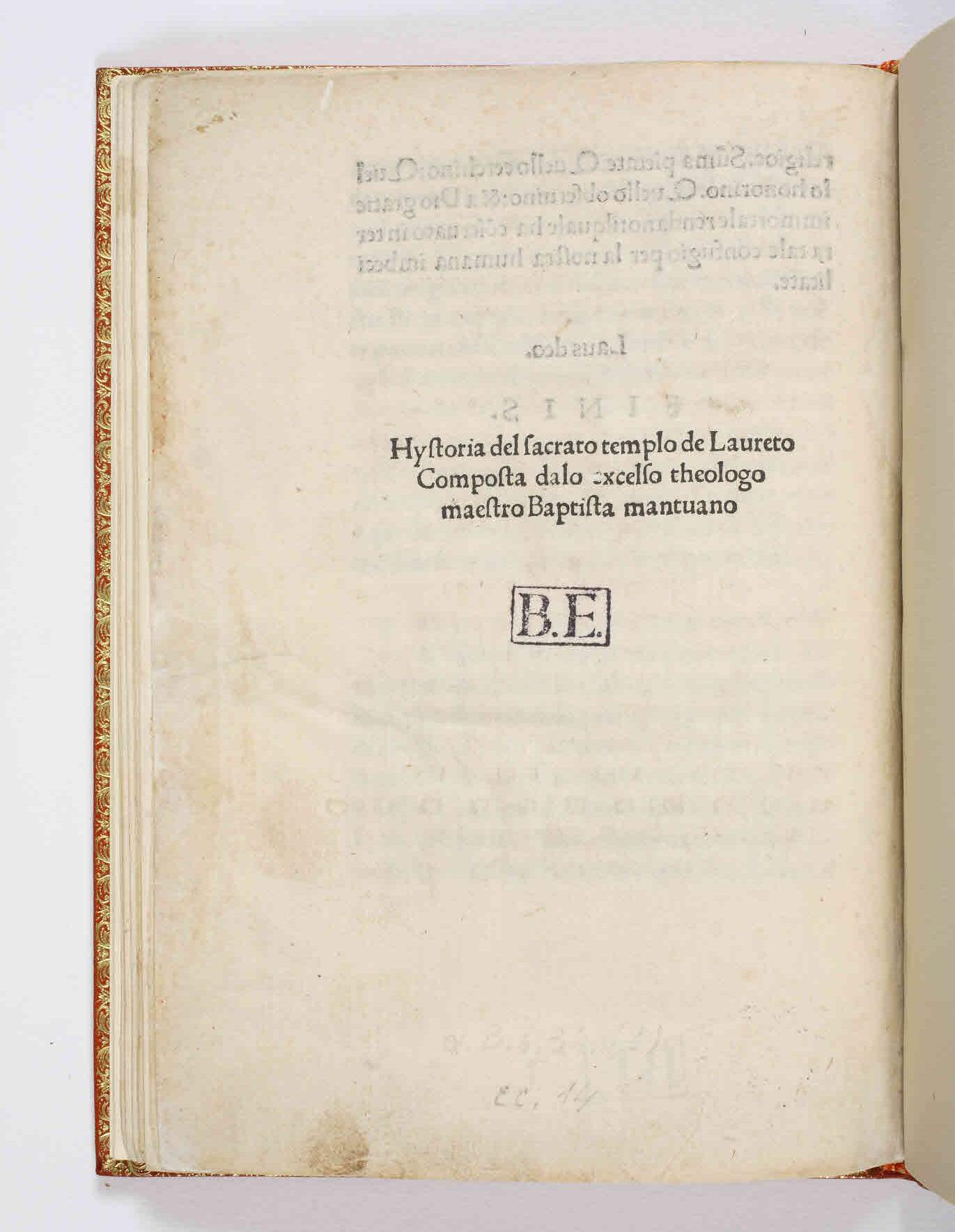
Historia ecclesiae Lauretanae, 1489

Mając 17 lat wstąpił do zakonu Carmen de Ferrara i złożył śluby zakonne. Od 1483 roku był wikariuszem generalnym zgromadzenia Kongregacji Mantui, a od 1513 – przełożonym generalnym karmelitów. Był poetą, napisał 50 tysięcy wersów po łacinie. Przyjaźnił się z humanistami, pełnił także misje dyplomatyczne. Zmarł 20 marca 1516 roku. Został beatyfikowany przez papieża Leona XIII 17 grudnia 1885 roku.